# Monster Buster Club
Monster Buster Club är en 3D animerad serie från Marathon Inc. Den handlar om fyra 10-åriga barn Sam, Cathy, Chris och Danny som varje dag bekämpar aliens i Singletown.
Cathy och hennes farfar Herr Smith har kraschlandat på Jorden från hemplaneten Rapsodiah för att åter skapa Monster Buster Club som hade lagts ner för 100 år sedan. Dom måste hålla sin identitet hemlig.